# أهرام الجيزة
مجمع أهرامات الجيزة (المعروف أيضًا باسم مقبرة الجيزة)، هو موقع أثري في مصر يضم الهرم الأكبر، وهرم خفرع، وهرم منقرع، بالإضافة إلى المجمعات المرتبطة بها وأبو الهول الأكبر. بُنيت هذه المعالم خلال عصر الأسرة الرابعة من المملكة القديمة في مصر القديمة بين حوالي 2600 و2500 قبل الميلاد. يشمل الموقع أيضًا العديد من المعابد والمقابر وبقايا قرية العمال.
يقع المجمع على حافة الصحراء الغربية، على بعد نحو 9 كيلومترات (5.6 أميال) غرب نهر النيل في مدينة الجيزة، وعلى بعد حوالي 13 كيلومترًا (8.1 أميال) جنوب غرب وسط مدينة القاهرة. يشكل الموقع الجزء الشمالي من حقول الأهرامات التي تغطي مساحة تبلغ 16,000 هكتار (160 كيلومترًا مربعًا أو 62 ميلًا مربعًا) في ممفيس ومقبرتها، المُدرجة في قائمة التراث العالمي لليونسكو منذ عام 1979. تشمل هذه الحقول أيضًا مجمعات أهرامات أبو صير، وسقارة، ودهشور، التي بُنيت بالقرب من العاصمة المصرية القديمة ممفيس. كما تضم مواقع أخرى للأهرامات من المملكة القديمة في أبو رواش، وزاوية العريان، وميدوم.
الهرم الأكبر وهرم خفرع هما من أكبر الأهرامات التي شُيدت في مصر القديمة، وقد أصبحا رمزين شهيرين لمصر القديمة في الخيال الغربي. نال الهرم الأكبر شهرة خاصة خلال العصر الهلنستي، حيث أدرجه الشاعر اليوناني أنتيباتر الصيداوي ضمن عجائب الدنيا السبع. يُعد الهرم الأكبر أقدم عجائب الدنيا السبع القديمة والوحيد الذي ما زال قائمًا حتى اليوم.
وفقًا لإحدى الفرضيات، فإن الأهرامات هي مقابر ملكية، يحمل كل منها اسم الملك الذي بناه ودفن فيه. ويُعتبر البناء الهرمي مرحلة من مراحل تطور عمارة المقابر في مصر القديمة، حيث بدأت بحفرة صغيرة تحت الأرض تحولت لاحقًا إلى حجرة، ثم إلى عدة غرف تعلوها مصطبة.
شهدت العمارة الجنائزية نقلة نوعية في عهد المهندس إمحوتب، وزير الفرعون زوسر خلال الأسرة الثالثة، الذي صمم الهرم المدرج في سقارة، وهو أول هرم معروف في التاريخ. بعد ذلك، قام الملك سنفرو، مؤسس الأسرة الرابعة، بمحاولتين لتطوير شكل الهرم ليأخذ الشكل الكامل. ومع ذلك، جاءت نتائج المحاولتين في دهشور بظهور هرمين غير مثاليين؛ أحدهما مفلطح القاعدة، والآخر اتخذ شكلاً أصغر يقارب نصف حجم الأول.
في عهد الملك خوفو، استطاع المهندس هميونو تحقيق الشكل الهرمي المثالي من خلال بناء هرم خوفو بالجيزة على مساحة تبلغ 13 فدانًا. وتبع ذلك بناء هرمي خفرع ومنقرع، ليكتمل بذلك مجمع الأهرامات الشهيرة في الجيزة.

## مستوطنات المعادي
أقدم مستوطنة في هضبة الجيزة سبقت بناء مجمعات الأهرامات، حيث عثر على أربع جرار تعود إلى ثقافة المعادي عند سفح الهرم الأكبر، ويُرجح أنها تعود إلى مستوطنة سابقة مضطربة. كما اكتشفت مستوطنة أخرى من نفس الثقافة بالقرب من الموقع أثناء العمل في مشروع مياه الصرف الصحي في القاهرة الكبرى.
تشير التقديرات الحديثة لإعادة تقييم تأريخ الكربون المشع إلى أن مستوطنة ثقافة المعادي التي تحمل نفس الاسم تعود إلى الفترة بين حوالي 3800 و3400 قبل الميلاد، وهو أيضًا الحد الزمني الأقصى المقدر لبقايا المستوطنة المكتشفة في الجيزة.

## الاهرامات و أبو الهول
يتكون مجمع أهرامات الجيزة من الهرم الأكبر، المعروف أيضًا باسم هرم خوفو، والذي بُني حوالي 2580-2560 قبل الميلاد، وهرم خفرع، وهو أصغر حجمًا ويقع على بعد بضع مئات من الأمتار إلى الجنوب الغربي، وهرم منقرع، الذي يتميز بحجمه المتواضع نسبيًا، ويقع أيضًا على بعد بضع مئات من الأمتار إلى الجنوب الغربي. أما تمثال أبو الهول العظيم فيقع على الجانب الشرقي من المجمع، ويُعتقد بالإجماع بين علماء المصريات أن رأس أبو الهول يمثل رأس الملك خفرع.
إلى جانب هذه المعالم الرئيسية، يضم المجمع عددًا من المباني الصغيرة الملحقة، المعروفة باسم أهرامات "الملكات"، بالإضافة إلى الجسور والمعابد. 

### هرم خوفو

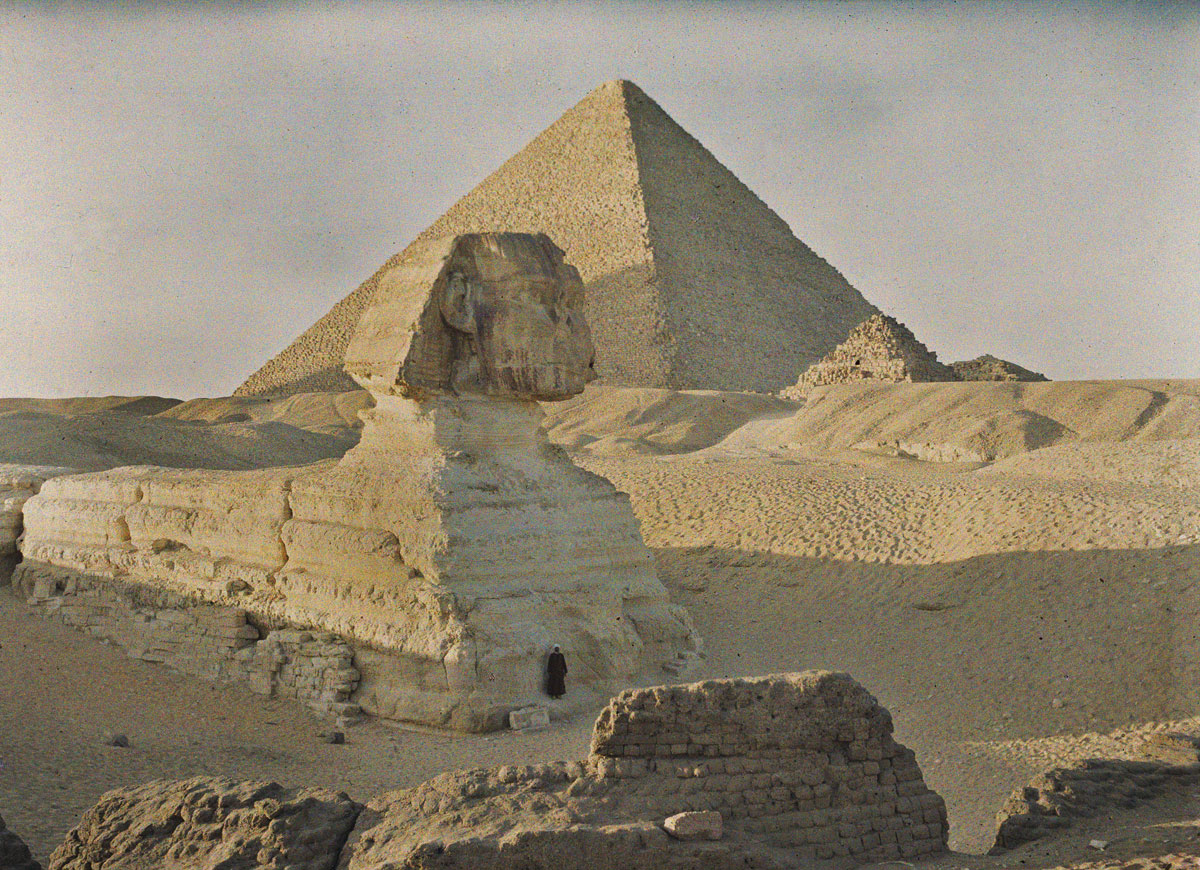
الهرم الأكبر وأبو الهول في الجيزة عام 1914.

خَلَفَ الملك خوفو والده سنفرو، وكانت والدته هي الملكة حتب حرس الأولى. يعود تاريخ حكم خوفو إلى حوالي 2650 ق.م، واسمه المختصر هو "خنوم خو أف أوي"، والذي يعني "خنوم هو الذي يحميني". يُعرف خوفو بأنه مشيّد أعظم بناء على وجه الأرض، وهو الهرم الأكبر بالجيزة المعجزة الوحيدة الباقية من عجائب الدنيا السبع القديمة. ولا تقتصر عظمة الهرم على ضخامته، بل تشمل أيضًا تخطيطه الداخلي المحكم والمثير للإعجاب.
بُنيَت حول الهرم الأكبر جبّانة تضم أهرامات صغيرة خُصصت لزوجاته ووالدته الملكة حتب حرس، بالإضافة إلى مقابر على هيئة مصاطب لأفراد العائلة الملكية وكبار الموظفين. بلغ الارتفاع الأصلي للهرم الأكبر 146 مترًا، لكنه الآن يبلغ حوالي 137 مترًا، بينما يبلغ طول ضلع قاعدته 230 مترًا. أما أوزان الحجارة المستخدمة في البناء، فتتراوح بين طن واحد وثمانية أطنان أو أكثر.
ورغم ضخامة هذا البناء العظيم، لم يُعثر للملك خوفو إلا على تمثال صغير جدًا، يبلغ حجمه حوالي 7.5 سم فقط ومن العصور المتأخرة. يُعتقد أن الملك منع في عصره إقامة أو نحت التماثيل، حيث لم يُعثر على تماثيل كبيرة الحجم من هذه الفترة، باستثناء تمثال واحد وُجد مخبأً في مقبرة الأمير رع حتب وزوجته. وربما أراد الملك أن يبدأ بنفسه منع إقامة التماثيل. وقد أطلق الملك خوفو على هرمه اسم "آخت خوفو" أي "أفق خوفو"، وذلك نتيجة للتغيرات الدينية التي حدثت في عصره. وأوضح الباحث شتادلمان أن خوفو خرج عن العقيدة المصرية التقليدية ونصّب نفسه إلهًا.

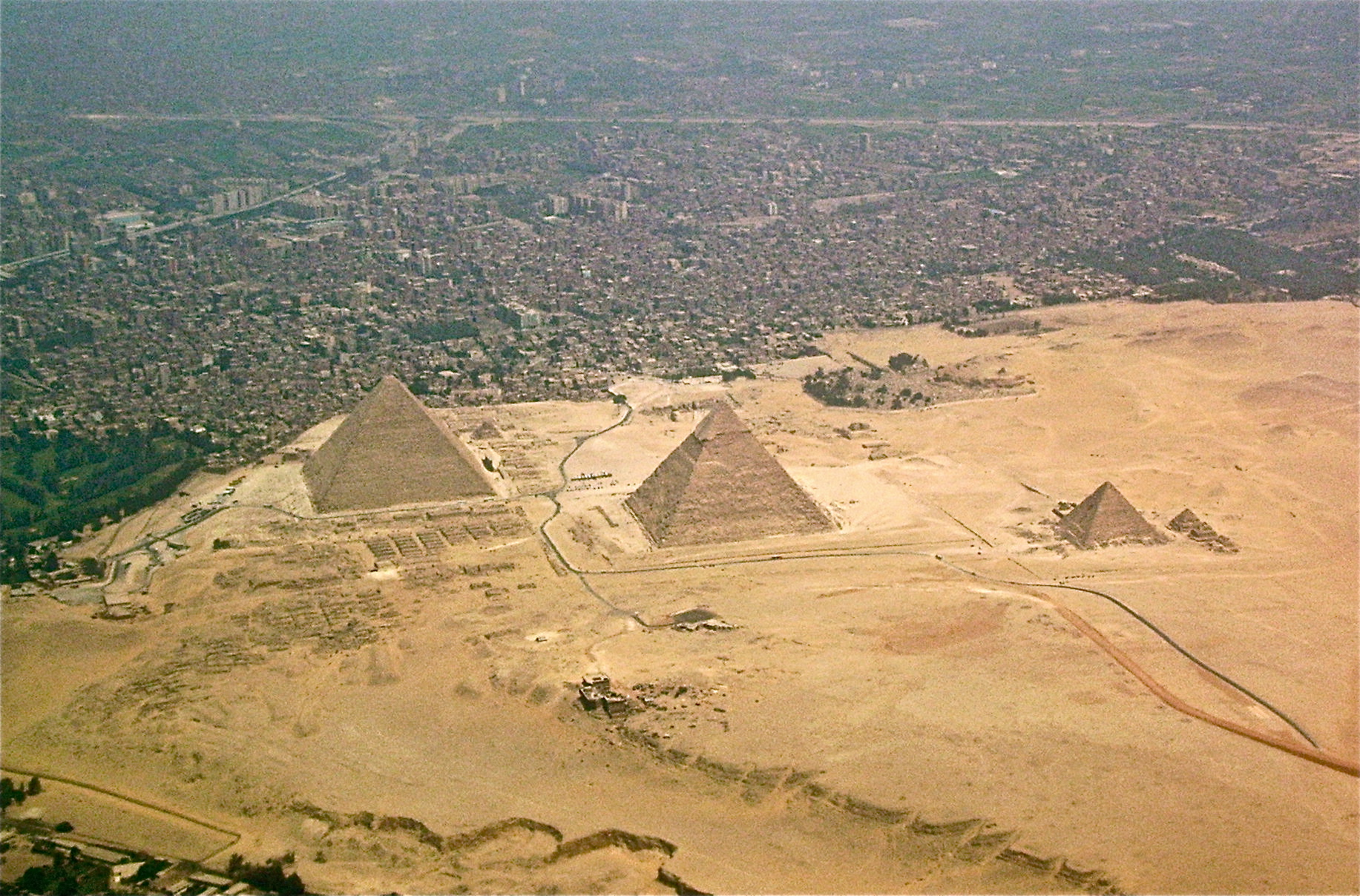
مجمع أهرامات الجيزة كما تظهر من الأعلى

لم يسلم هرم الملك خوفو من التدمير عبر العصور. وأشار المؤرخ ديودور الصقلي إلى أن قمة الهرم الأكبر عبارة عن منصة يبلغ عرضها حوالي 3 أمتار وطولها مترين، لكن يُرجح أن أعلى الهرم لم يكن منصة، بل كان هريمًا ربما كان مغطى بالذهب. كما أن جزءًا من كساء الهرم قد دُمِّر وفُقِد.
كان يحيط بالهرم سور، ولا تزال بقاياه قائمة حتى الآن في الجهتين الشرقية والشمالية على مسافة 20 مترًا من قاعدة الهرم.

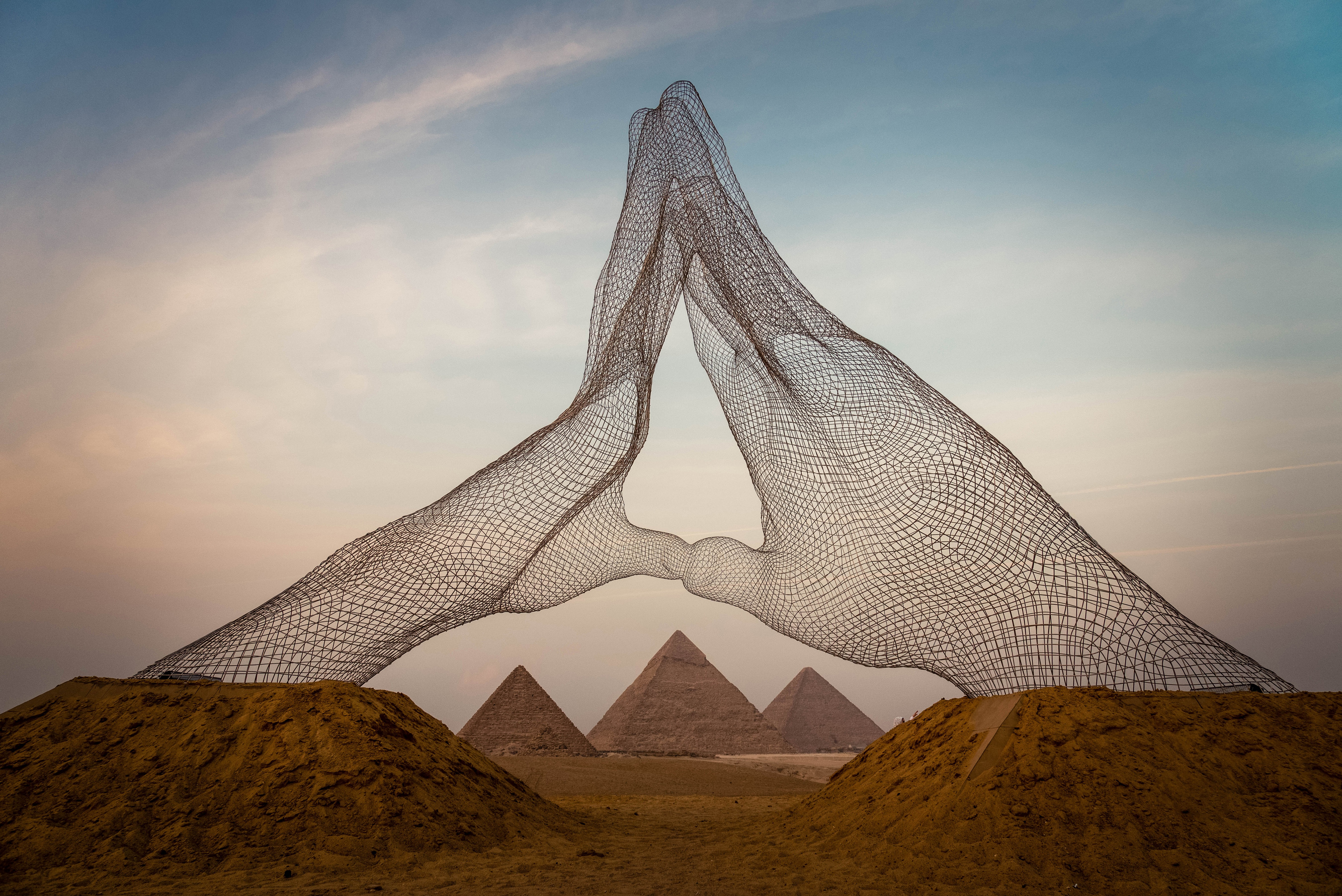
أهرامات الجيزة خلال معرض "إلى الأبد هو الآن"

### هرم خفرع
يتكون مجمع هرم خفرع من معبد الوادي، ومعبد أبو الهول، وممر، ومعبد جنائزي، وهرم الملك. وقد أسفر معبد الوادي عن اكتشاف العديد من تماثيل خفرع، حيث عثر عالم الآثار "مارييت" على العديد من هذه التماثيل في بئر بأرضية المعبد عام 1860. كما عثر على تماثيل إضافية خلال عمليات التنقيب التي أجراها "سيجلين" (1909-1910)، و"جونكر"، و"ريزنر"، و"حسن". كذلك، اشتمل مجمع خفرع على خمس حفر مخصصة للقوارب، بالإضافة إلى هرم فرعي يحتوي على سرداب.
يبدو هرم خفرع أكبر من هرم خوفو المجاور له بسبب موقعه المرتفع وزاوية ميله الأكثر انحدارًا. ومع ذلك، فإنه في الواقع أصغر من هرم خوفو من حيث الارتفاع والحجم. ويتميز هرم خفرع بأنه لا يزال يحتفظ بطبقة واضحة من أحجار الغلاف عند قمته. 

### هرم منقرع

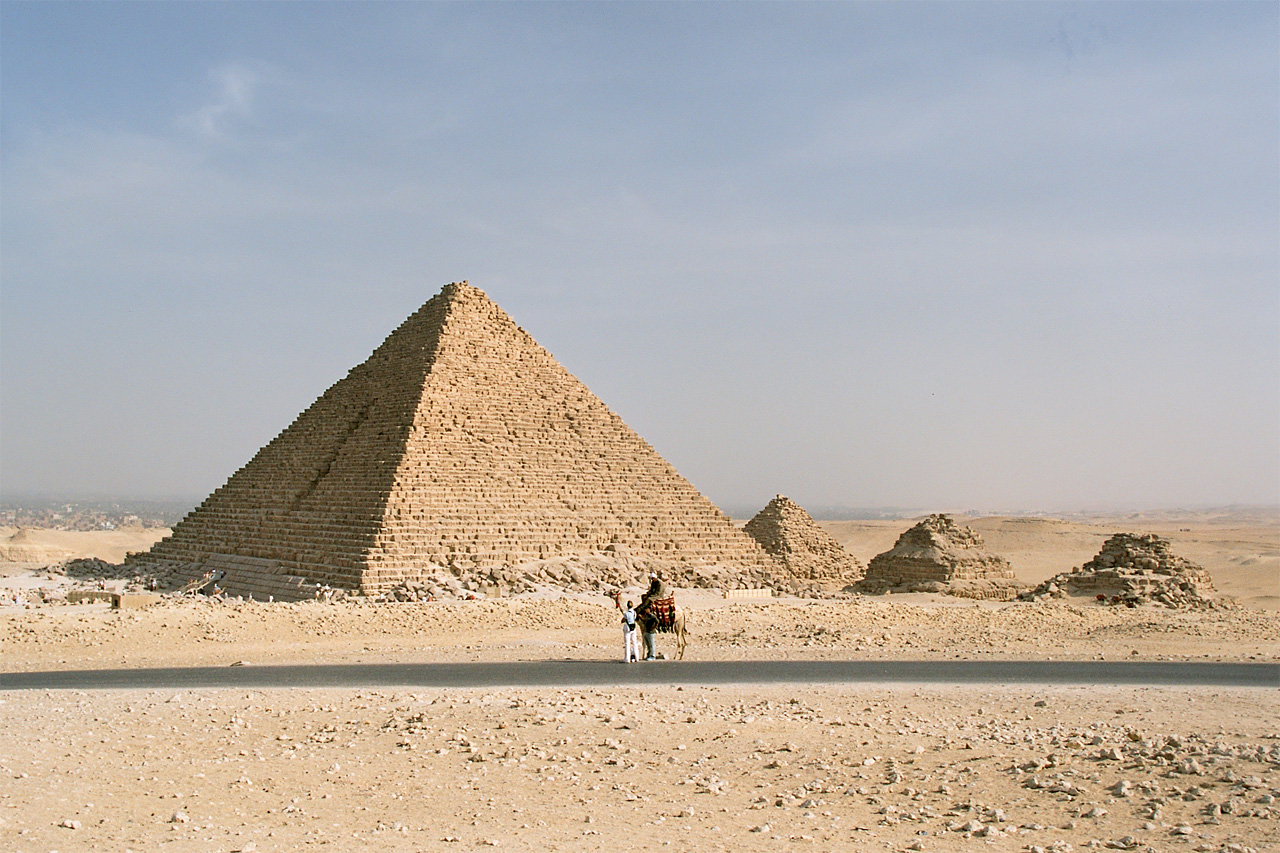
هرم منقرع وحوله (هرم خع مرر نبتي الأولى، خع مرر نبتي الثانية، الهرم الشعائري لهرم منكاورع)

يتكون مجمع هرم منقرع من معبد الوادي، وممر، ومعبد جنائزي، وهرم الملك. كان معبد الوادي يضم في السابق العديد من تماثيل الملك منقرع، وخلال الأسرة الخامسة أضيف إليه معبد أمامي أصغر. كما أسفر المعبد الجنائزي عن العثور على عدد من تماثيل منقرع. أما هرم الملك الذي اكتمل بناؤه حوالي عام 2510 قبل الميلاد، فيحتوي على ثلاثة أهرامات فرعية تُعرف باسم أهرامات الملكات.
من بين المعالم الأثرية الأربعة الرئيسية في مجمع أهرامات الجيزة، يُعد هرم منقرع اليوم هو الوحيد الذي لا يحتفظ بأي من غلافه الحجري الجيري المصقول الأصلي.

### أبو الهول
يعود تاريخ أبو الهول إلى عهد الملك خفرع. وخلال المملكة الحديثة، خصص أمنحتب الثاني معبدًا جديدًا لحورون-حارم آخت، ثم أضاف إليه حكام لاحقون.

### مقبرة الملكة خنت كاوس الأولى
دُفنت خنت كاوس الأولى في الجيزة. وتعرف مقبرتها باسم LG 100 وG 8400 وتقع في الحقل المركزي بالقرب من معبد الوادي لمنقرع. ويضم مجمع هرم الملكة خنت كاوس هرمها وحفرة قارب ومعبدًا للوادي ومدينة هرمية.

## البناء
استغرق بناء الهرم الأكبر ما يقرب من عشرين عامًا، بينما استغرق بناء الممرات والأجزاء السفلية من الهرم عشرة أعوام، وذلك وفقًا لما ذكره المؤرخ اليوناني هيرودوت، الذي زار مصر في القرن الرابع قبل الميلاد، أي بعد أكثر من ألفي عام من بناء الهرم. وقد استمع هيرودوت إلى هذه الروايات وغيرها من بعض الكهنة والرواة.
قُطعت الحجارة التي استُخدمت في بناء الهرم الأكبر من المنطقة المحيطة به، أما حجارة الكساء الخارجي فكانت تُجلب من منطقة جبل طره، في حين كانت الحجارة الجرانيتية المستخدمة في الغرف الداخلية تُجلب من محاجر أسوان. وكانت تنقل عبر نهر النيل الذي كان يصل إلى منطقة الهرم في ذلك الوقت.
كانت الحجارة تُقطع وتُفصل عن بعضها عن طريق عمل فتحات متقاربة في قطعة الحجر المراد قطعها، ثم تدق أوتاد خشبية داخل هذه الفتحات، مع وضع الماء عليها. وكلما تشرب الخشب الماء ازداد حجمه داخل الحجر، ومع استمرار الطرق على الأوتاد، تنفصل الحجارة عن بعضها. بعد ذلك، يتم تهذيبها وصقلها باستخدام نوع من الأحجار الصلبة، مثل الجرانيت أو الديوريت.
استخدم المصريون القدماء طرقًا مبتكرة لبناء الأهرامات، حيث كانوا يعتمدون على طريق رملي تُوضع عليه قطع الحجارة على زحافات خشبية، وأسفلها جذوع نخل مستديرة تعمل كعجلات. تسحب هذه الزحافات بالحبال والثيران، مع رش الماء على الرمال لتسهيل عملية السحب. وكلما زاد ارتفاع البناء، زادوا في كمية الرمال المستخدمة حتى الوصول إلى قمة الهرم. بعد ذلك، يكسى الهرم بالحجر الجيري الأملس بدءًا من القمة حتى القاعدة مع إزالة الرمال تدريجيًا.

### لماذا الشكل الهرمي؟
ارتبط الشكل الهرمي لدى المصريين القدماء بفكرة نشأة الكون واعتقدوا كذلك طبقًا لبعض كتاباتهم ونصوصهم الدينية أن الهرم وسيلة تساعد روح المتوفى في الوصول إلى السماء مع المعبود رع، ويمكن أن نرى أحيانًا أشعة الشمس بين السحاب وهي تأخذ الشكل الهرمي أيضًا وكانت كذلك من ضمن هذه الوسائل الكثيرة التي يمكن أن تساعدهم في الصعود إلى السماء. نرى أيضا الشكل الهرمي أعلى المسلات وبعض المقابر الصغيرة للأفراد في جنوب مصر، حتى عندما فكر ملوك الدولة الحديثة في بناء مقابرهم في البر الغربي في وادي الملوك ونقرها في باطن الجبل لحمايتها من السرقة لم يتخلوا عن الشكل الهرمي والذي كان ممثل في قمة الجبل نفسه وبشكل طبيعي.

## التكريم

### قائمة التراث العالمي
ممفيس أو منف هي مدينة مصرية قديمة أسسها الملك مينا كأول عاصمة لأول حكومة مركزية في تاريخ العالم القديم وذلك في عصر الدولة القديمة وكانت فيها عبادة الإله بتاح، ومكانها الحالي بالقرب منطقة سقارة على بعد 19 كم جنوب القاهرة بقرية ميت رهينة. ويضم الموقع أيضاً الهرم الأكبر أو هرم خوفو الذي يصل ارتفاعه إلى 138.8 متر وهو الأثر الوحيد الباقي حتى الآن من عجائب الدنيا السبع، بالإضافة إلى هرم خفرع بارتفاع 136.4 متر هرم منقرع بارتفاع 65.5 متر وعدد كبير من أهرام الملكات والمقابر القديمة والمصطبات. وقررت لجنة اليونسكو إدراجها ضمن قائمة التراث العالمي في عام 1979.

## المخاطر
يحذر عدد من الخبراء ومنهم جورج رفعت رئيس المجلس الأعلى المصري للآثار سابقاً والوزير السَّابِق للآثار في مصر من مخاطر الزحف العمراني العشوائي نحو الجيزة وتعبيد وشق الطرق أو الأنفاق قرب المنطقة. وقد سبق للحكومة المصرية أن بدأت فعلاً في أواسط التسعينيات بشق طريق سريع قرب الأهرامات. إلا أن غضب وتهديد اليونسكو بشطب الأهرامات من لائحة التراث العالمي جعل الرئيس المصري يأمر بوقف مشروع الطريق، وتطالب وزارة الإسكان ببناء نفق جنوب الأهرامات إلا أن وزارة الثقافة المصرية والمجلس الأعلى للآثار يرفضان المشروع، ما دفع الرئيس المصري الأسبق حسني مبارك إلى طلب رأي اليونيسكو بشأن هذه المسألة.